# CHOICE
CHOICE er det navn som Australian Consumers’ Association (ACA) benytter sig af overfor offentligheden. Oganisationen er en australsk non-profit organisation, der varetager forbrugernes interesser overfor myndigheder og virksomheder i Australien.
CHOICE arbejder blandt andet ved at teste aktuelle produkter. Hvert år uddeler CHOICE deres "Shonky Awards", der består af produkter, der i særlig grad vildleder forbrugerne.